# 이상훈 (해병대 군인)
이상훈(李相勳, 1959년~)은 대한민국의 제33대 해병대 사령관이다.

## 개인 이력

### 학력
- 1982년: 해군사관학교(36기) 학사[1]
- 1986년: 국방대학교 행정학사 31기
- 2001년: 수원대학교 대학원 행정학 석사

### 수상
- 합참의장 표창(1994)
- 국방부장관 표창(1996)
- 대통령 표창(2001)
- 보국훈장 국선장(2015)

### 경력
- 중령: 해병대 2사단 11대대장(2003)
- 대령: 해병대 1사단 7연대장(2006)
- 준장: 해병대 6여단장(2010)[1]
- 준장: 합참의장 비서실장(2011)
- 소장: 해병대 2사단장(2012)
- 소장: 해병대 부사령관(2013)
- 소장: 국방부 전비태세검열단장(2015)
- 재단법인 한미동맹재단 이사
- 재단법인 한미동맹재단 고문
- 대한민국 해병대전우회 총재

| 전임 이영주 | 제33대 해병대 사령관 2015년 4월 13일 ~ 2017년 4월 13일 | 후임 전진구 |